# Zuphium americanum
Zuphium americanum är en skalbaggsart som beskrevs av Pierre François Marie Auguste Dejean. Zuphium americanum ingår i släktet Zuphium och familjen jordlöpare. Inga underarter finns listade i Catalogue of Life.